# Johannes Goedaert

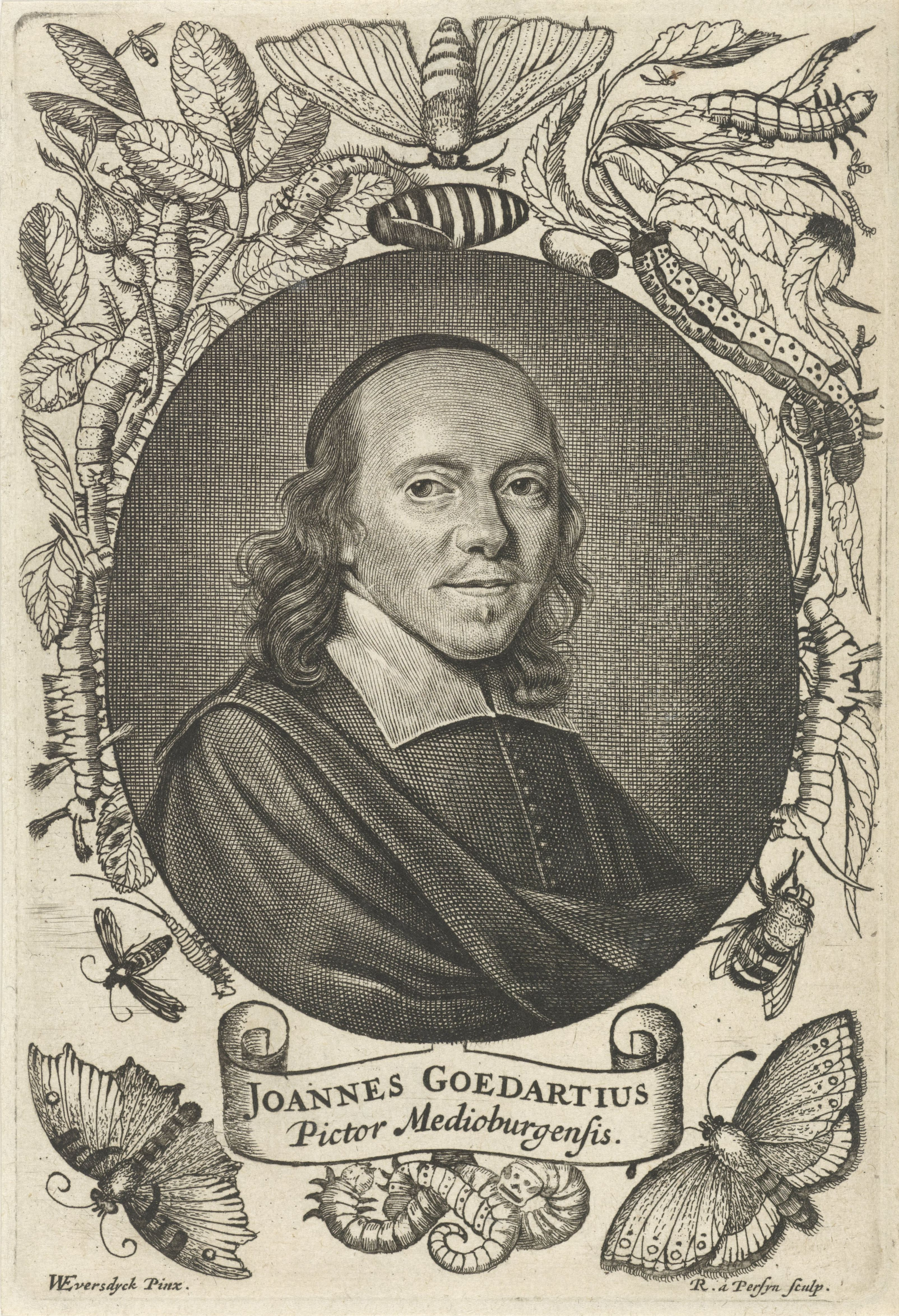
Johannes Goedaert

Johannes Goedaert (getauft 19. März 1617 in Middelburg; † Februar 1668 ebenda) war ein niederländischer Entomologe, Maler und Illustrator von Insekten.
Auch Goedhart, Goedartius, Jan Goedart und andere Schreibweisen. Er wurde am 19. März 1617 in Middelburg getauft. Er malte Vögel und Insekten in Aquarellen und Landschaften.

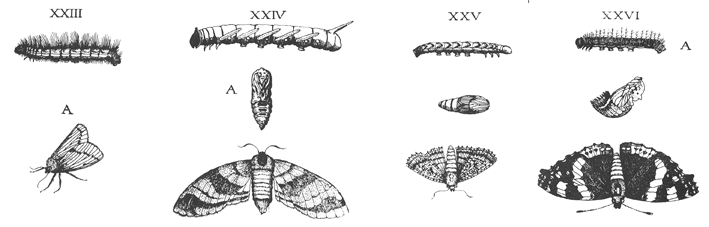
Metamorphose von Insekten aus dem Werk von Goedaert 1663

Er ist bekannt für seine Illustrationen von Insekten, wobei er auch deren Metamorphose darstellte. Er legte Wert darauf, die Insekten nach eigener Beobachtung zu zeichnen und nicht nach Büchern.
In seinem Werk unterliefen ihm auch Fehler, beispielsweise schrieb er, dass Fliegen aus Raupen entstehen, womit er wahrscheinlich Schlupfwespen meinte. Das trug ihm die Kritik von Jan Swammerdam und Pieter Lyonet ein.
Als Künstler ist er 1635 bis 1667 in Middelburg nachweisbar.
Er hatte auch einen Ruf als Chemiker. Ein Rezept für Extrakte aus Wermut, das er in Frankreich kennenlernte, verkaufte er in Holland an einen Apotheker.
Er hatte eine Tochter und einen Sohn, der Chirurg war und von den Türken gefangen genommen wurde, aber 1668 freigekauft wurde.

## Schriften
- Metamorphosis naturalis, ofte historische beschrijvinghe van den oorspronck, aerd, eygenschappen ende vreemde veranderinghen der wormen, Middelburg 1662, 1667, 1669
  - Französische Übersetzung: Histoire des insectes, Amsterdam 1700; es wurde auch ins Englische (York 1682, von Martin Lister) und Lateinische übersetzt. Das Buch enthält rund 150 Abbildungen.